# パナソニックのVTRの歴史
パナソニック（旧・松下電器産業）のVTRの歴史（パナソニックのVTRのれきし）では、パナソニックやグループ会社におけるVHS・S-VHS（スーパーVHS）方式・他方式の家庭用ビデオテープレコーダ（VTR）について、その歴史や当時ヒットした代表機種を紹介する。

## 歴史

### 1970年代

#### 1972年
- NV-2125
U規格モデルのカセット方式VTR第1号機。PV-200発売後は業務・教育向けにNV-2125T→NV-2125Mへ変更。 ヘッド等主要部品はSONYのOEM業務用 NVGⅡからPRO MODEL AUシリーズ迄VHS業務用発売の1980年代前半まで注力KCSカセットポータブルは日本VICTORの色違いで2機種OEMされ何れも高価なため家庭用には殆ど普及はしない時代
- NV-2110
再生専用のU規格モデル。

#### 1973年
- NV-5125
オートビジョン方式の「a-VISION」規格カートリッジを松下寿 日立が採用したが、録画時間が最大30分と短いこと、本体価格348,000円と高価格であったことなどが影響し、販売が低迷。後に業務・教育向けにNV-5125Aとしてリニューアルされた[1]
再生専用タイプのNV-5110（英語）も存在する[2]。
- PV-200
RFコンバータ、裏録画用チューナーを内蔵した家庭向けU規格モデル。他にモニターテレビ接続型のPV-253存在する。

#### 1975年
- VX-100
VX方式第1号機で、グループ内の松下寿電子工業（現・PHC）より発売された（四国4県限定）。198,000円。

既に1974年東芝三洋のVコードシリーズが先行海外で三洋は主に白黒ポータブル機を展開し1975年SONYはβⅰモデルから販売開始

#### 1976年
- VX-2000
全国発売されたVX方式の最終モデル。

#### 1977年
- NV-8800
初めてVHS方式を採用した、「マックロード」の第1号モデル「マックロード88」。CMには森繁久弥が出演。
- NV-8300
NV-8800の業務・教育向けモデル。背面にはモニターテレビへの接続用で角8ピン端子を装備する。

#### 1978年
- NV-5500
「マックロード55」。普及型マックロードとして3月に発売され、外観はNV-8800に類似しているが、メタリック部分が多くなった。また、映像/音声入力・出力端子はピンジャックに変更されている。
- NV-6600
「マックロードSS」。初めて倍速・コマ送り再生、静止画機能を搭載。仲本工事（ザ・ドリフターズ）の「コ・マ・オ・ク・リ・モ・デ・キ・マ・ス・ヨ」のCMで有名となる。
- NV-5000
携帯型VHSデッキの「ポータブルマックロード」第1号モデル。後に「ハンディマックロード」へ改称された。

#### 1979年
- NV-6000
「マックロードL60」。業界初の3倍モード搭載機。
音声多重放送チューナーは搭載されていないが、長時間オーディオ録音に最適なステレオ音声と、ノイズリダクションシステムのdbxを搭載。業務・教育向けはNV-8760。

### 1980年代

#### 1980年
- NV-3500
「マックロードL35」。2週間8番組予約タイマー搭載機。業務・教育向けはNV-8700。
- NV-3300
「マックロードL33」。3倍モード搭載機で初めて、価格設定が20万円台を切る）168,000円）。
- NV-3000
「ハンディマックロード」の廉価モデル。

#### 1981年
- NV-10000
「マックロード10000」。本体標準価格は35万円で、「ビデオマスター」の愛称も付与された。業界で初めて搭載された圧電素子採用のG4ヘッドにより、ノイズレスサーチを可能としたほか、ノーマルトラックへステレオ／二重音声の記録が出来るようになる。電子チューナーは別売。
日本初の独自の頭出し（番地サーチ）機能・オートトラッキング（非デジタルのためデジタルと比すると精度はやや劣る）・テープ残量表示（T-120より多い140、160、180などは表示不可であり薄手テープのため巻き込む恐れもある）もあった。
- NV-3700
「マックロードL37」。NV-3500の後継機された、初の音声多重放送録画対応モデル。
- NV-700
「マックロード700」。モノラルビデオで初めてG4ヘッドを採用し、標準モードの映像サーチ時のノイズが低減された。リモコンはオプション。業務・教育向けはNV-8720。
- TG-20BV200
テレビ一体型「2SHOT」のルーツとなるモデル。コンソール型キャビット採用。

#### 1982年
- NV-300
「マックロード300」。15万円を切った普及モデルながらも、GTヘッドは搭載された。業務・教育向けはNV-8670。
- NV-100
世界最軽量、本体質量3.8kgのポータブルマックロード。本機よりポータブル機の愛称が「アクションマックロード」となり、編集5ピン端子が装備される。
- NV-750
「マックロード750」。GT4ヘッドを搭載し、ワイヤレスリモコンが標準で同梱。この頃からポータブル機を除き、テープ残量も一目で分かるシースルーフロントローディングが採用される。

#### 1983年
- NV-330
「マックロード330」。NV-300のマイナーチェンジモデル。家庭向け据え置き形へのトップローディング採用は本機が最後となる。業務・教育向けはAG-2300。
- NV-150
GT4ヘッドが搭載され、重量も3.25kgまで軽量化が行われた「アクションマックロード」。
- NV-600
「マックロード600」。NV-750から一部機能が省略されたGTヘッド機種。
- NV-800
業界初、ハイファイビデオ第1号機の「Hi-Fiマックロード800」。ノイズリダクションはdbxを搭載。
- TH14-NV1
普及版の14インチテレビ一体型VTR。裏番組録画は出来ないため、後に裏番組チューナ内蔵のTH14-NV2も追加された。
- NV-850HD
「Hi-Fiマックロード850HD」。VHS統一規格としての最初のハイファイマックロード。新たにGS4ヘッドが搭載されたが、ノイズリダクションはNV-800と同じくdbx。
アップダウン方式のチャンネル選局。本体収納型ワイヤレスリモコン付属。

#### 1984年
- NV-870HD
「Hi-Fiマックロード870HD」。本体厚さ99mmで、NRは本機以降VHS統一型となる。ヤマハにも「YHV-1000」としてOEM供給が行われた。
- NV-180
業界初、本体厚さ69mm、本体質量2.7kgで、LDDシリンダー搭載のアクションマックロード。4DDメカ搭載で耐久性抜群であった。
- NV-P180
NV-180の電子チューナー付属モデル。
- NV-900HD
「Hi-Fiマックロード900」。チューナー（VW-ET900）は分離型でFMチューナー内蔵。NV-180と同じく4DDメカが搭載され、屋外での使用も可能な3電源方式。

#### 1985年
- NV-880HD
「Hi-Fiマックロード880」本体厚さ99mmながら高画質回路“HQ（ハイクオリティ）”方式を搭載。発売当初はHQ発表前だったのでクリアビジョンと呼称した。
- NV-U1
「マックロードYOU」。“ジャスト10万円”と銘打たれた普及機で、本体の幅が380mmに縮小された。
- NV-M1
業界初のVHS一体型ビデオカメラ第1号機。ニューコスビコン撮像管使用。
- NV-1000HD
NV-10000に次ぐ編集機「ビデオマスター」。民生用VHS初のフライングイレース（FE）ヘッドを搭載したほか、ハーフローディング機構の採用により、民生用VHS機種として初のリニアタイムカウンターを実現した。
編集5ピン端子、ジョグ/シャトル搭載（編集5ピン端子は「2台のナショナル・パナソニックビデオを専用コントローラーで集中操作可能」なナショナル・パナソニック独自規格の端子で、編集コントローラーへの電源供給を兼務。編集コントローラーはナショナル・パナソニック機=VW-EC1/EC100/EC200/EC300/EC500とのみ組み合わせ可能で、コントローラーを繋いだVTRは個別リモコン操作不可）。
変速再生時の画曲がり、色むらを軽減するGX4ヘッド搭載。NV-180をメカベースとし、キャプスタンや回転シリンダー以外にも、テープを走行させるリールにもダイレクトドライブを奢る4DDメカであった。

#### 1986年
- NV-U2
「マックロードI（あい）」。NV-U1をベースに女性向けに丸みを帯びたデザインを採用し、黒・白・ピンクの3色が展開された。
- NV-U15
モノラル廉価モデル。挿入時のオートプレイに加え、待機状態でもビデオカセットを取り出す機能が搭載される。テープ残量が見やすいシースルーフロントローディングは廃止された。
- NV-875HD
「Hi-Fiマックロード875」。GX4ヘッドを搭載のハイファイビデオ機。
- NV-890HD
「Hi-Fiマックロード890」。GX4ヘッドを搭載のハイファイビデオ機。液晶予約リモコン付属。
- NV-780
「マックロード780」。液晶予約リモコン付属、編集5ピン端子、アフレコ・インサート機能搭載。
- NV-G21
「マックロード21」。業界初のバーコード予約機能を搭載。ペン型バーコードスキャナーを使って附属シートのコードを読み取り、そのデータをリモコンの様に本体へ転送するものであった。LDD流体軸受シリンダ採用により、筐体も82mmと従来のモデルより薄型・静穏化された。
また、キャプスタン送りの高精度化を行った「ノイズレスGT4wヘッド」を新たに採用。これにより、それまでの1トラックおきに信号を拾っていたものよりも倍の滑らかなスロー再生が可能となった。定価100,000円。
- NV-F21
NV-G21をベースにしたハイファイ機の「Hi-FiマックロードF21」。バーコード予約対応。G21と同様LDD流体軸受シリンダ採用の82mmの薄型モデル。業界初、VHS統一規格による高速頭出し「VISS」(VHS Index Search System、または、Video Index Search System)搭載。
- NV-D21
「Hi-FiマックロードD21」。NV-F21をベースに画面分割・ストロボ再生など、デジタル処理による多彩な映像機能を搭載。
- NV-M21
CCD固体撮像素子を使用し、さらに小型軽量化されたVHSフルカセット使用の一体型ビデオカメラ。

G21・F21・D21・M21の4機種は、ビデオ事業部の設立21周年記念モデルで、通称「21シリーズ」と呼称される。

#### 1987年
- NV-G15
G21のGT4wヘッドをGT4ヘッドへ換装した廉価モデルの「マックロードG15」。定価84,800円。バーコード予約対応。アンテナ入出力端子はVHF・UHF別々であるため、VU混合伝送及びTVのアンテナ端子がVU混合入力の場合は、市販の分波器と混合器が必要となる。
- NV-F15
バーコード予約対応のハイファイ機「Hi-FiマックロードF15」。NV-F21から逆再生・頭出し・ACオンライン・編集機能をオミットした廉価版。定価129,800円。
- NV-F1
「Hi-FiマックロードF1」。 業界初の10万円ハイファイ機。
- NV-F3
「DIGITAL Hi-FiマックロードF3」。8ビットデジタル回路によるデジタルノイズリダクション・デジタルプレイ機能を搭載。
- NV-F30
「サラウンドマックロードF30」。ドルビーサラウンドプロセッサ及び7w+7wのリアアンプ内蔵。FM発信機能でラジカセ等でサラウンド音声の受信が可能。
- NV-D2000
NV-1000HDをベースにデジタルプレイ機能を搭載した編集機「DIGITAL Video Master」。定価275,000円。
- NV-FS1
当時の松下電器によって提唱された規格・「スーパーVHS（S-VHS）」への対応モデル初号機、「SマックロードFS1」。定価208,000円。
- NV-DS1
「DIGITAL SマックロードDS1」。8ビットデジタル回路搭載のS-VHS機で、液晶付き大型多機能リモコンを付属。定価238,000円。
- NV-F22
NV-F21のマイナーチェンジ機。
- NV-D22
NV-D21のマイナーチェンジ機。

Hi-Fiビデオ・S-VHSビデオの上位機種は「システムコントロール端子」を搭載しており、VTRシステム端子付きナショナル・パナソニックTVとリモートワイヤー接続すれば連動操作が可能。この時「再生」ボタンを押せばTV画面が「ビデオ1」に、VTRの電源を切れば「チューナー」にそれぞれ自動で切り替わる。AVケーブルは必ず「ビデオ1」端子に繋ぐ必要があり、ビデオ1端子が他機器接続で塞がっている時はシステムコントロール機能が使用出来ない。なお、BSアナログ非搭載のシステムコントロール端子付きビデオでは、BSアナログチューナーを内蔵したVTRシステム端子付きナショナル・パナソニックTVと組み合わせることで「BSタイマーコントロール」機能が動作し、TV側BSアナログ予約信号がリモートワイヤー経由で自動転送されるのでVTR側での外部入力予約が一部簡素化される。また編集機能搭載機種はマイク入力&ヘッドホン出力端子・「（録画済み作品へ現地音声はそのままに別の映像やナレーション&BGMを挿入できる）インサート&アフレコ」機能・(編集位置を正確につかむため再生速度を微調整可能な)「ジョグシャトル」をそれぞれ搭載している（一部機種は「シャトルリング」も併載。ジョグシャトル&シャトルリングは「本体のみに搭載」・「リモコンにのみ搭載」・「本体とリモコン両方に搭載」の3機種に分かれていた）。

#### 1988年
- NV-FS1000
NV-1000HDの筐体を流用したS-VHS対応の編集機能搭載モデル、「Sビデオマスター」。定価260,000円。
- NV-FS3
「DIGITAL Hi-FiマックロードFS3」。NV-F3の後継モデルで、S-VHS、デジタルノイズリダクション及びデジタルプレイ機能を搭載。定価188,000円。
- NV-FS5
「Hi-FiマックロードFS5」。FS3からデジタル関連機能を省いたS-VHS機の普及モデル。定価175,000円。
- NV-BS1
「SマックロードBS1」。業界初のBSアナログチューナー内蔵ビデオ（S-VHS対応）。本体とチューナーが別体のセパレートモデルだったが、発売当時25万円と低価格で実現できた。
単体のBSチューナーやBSカラーテレビに接続できる配慮（BS用RF出力など）はまだ施されていなく、業界初だったためBS内蔵ビデオとしてはまだUHFフィーダー端子スクリューが搭載されたままだった。
- NV-BS3
BSアナログチューナー内蔵S-VHS機「SマックロードBS3」。
- NV-F5
「Hi-FiマックロードF5」。10万円ハイファイビデオで、「ナショナル」ブランドから発売された最終機種。次モデルから「パナソニック」ブランドへ移行した。

#### 1989年
- NV-F60
「Hi-FiマックロードF60」。
- NV-F70
「Hi-FiマックロードF70」。ジョグシャトル・ヘッドホン端子・マイク端子・スライド式録音レベル調整つまみを搭載。
- NV-FS900
「Hi-Fi SマックロードFS900」。AVセンターメカ&プロ・アモヘッド搭載。「新・純赤ビデオ」のキャッチコピーも用いられた。
- NV-F500
「Hi-FiマックロードF500」。「れんたろう」シリーズ第1号機。低音専用アンプを搭載した「Hi-Fiシネマサウンド」採用モデル。
- NV-F400
「Hi-FiマックロードF500」。NV-F500の発売以降は「れんたろうJr」の呼称も追加された。
- NV-G40
モノラル機の「マックロードG40」。
本モデル以降はアンテナ入出力端子がVU混合入出力へ改められ、混合伝送の場合に用いる分波器が不要となった。ただし、ビデオへのアンテナ線がVU別々の場合は市販のVU混合器が、TVアンテナ端子がVU別々の場合はTV側に市販のVU分波器が必要となる。
- NV-G45
GT4Wヘッド搭載のモノラルビデオ。
- NV-FV1
5インチ液晶画面を搭載したハイファイビデオ「ラップトップマックロード」。
- NV-V10000
業界初、プロ・アモヘッド、TBC、ジッターレスAIサーボ、100倍速サーチ搭載の「Sビデオマスター」。定価41万7000円。
テープカウンターはフレーム単位となり、現在時刻は録画・再生時でも本体ディスプレイに常時表示される。また、バーチャルバッテリー回路・アルミを用いた天板&前面版・大型インシュレーター・金メッキピンジャック・底面防振ゴムによる徹底防振構造「T・H・C・B（Technics Hybrid Construction Base）」採用による高音質・高画質設計が取られた。なおデジタルオートトラッキング機能は非搭載で、トラッキング調整は手動で行う。

### 1990年代

#### 1990年
この年以降の発売機種より、BSアナログチューナー内蔵機種は「BSアナログ内蔵テレビへのBSアンテナ出力端子」を標準搭載。これにより従来必要だったBS分配器が不要となり、市販のBS対応ケーブルと接栓を各1組ずつ用意するのみで済むようになった（付属の同軸アンテナ線とアンテナプラグは地上放送専用）。
- NV-G50
モノラルビデオ。モノラル機でありながら当時のパナソニックのHi-Fi機以上の機種と同じスタイルである。
- NV-BS500
「マックロードBS500」。「BSれんたろう」の呼称も存在する。BSアナログチューナー内蔵ビデオのハイファイタイプ1号機[3]。
- NV-W1
業界初の「全世界対応ビデオ」（テレビチューナーは非搭載）。これは通常のNTSCに加え、PALとSECAMの3つのカラー方式の録画・再生に対応した機種である。海外での使用も考慮し、電圧切り替えも可能となる。
他の機種で「WORLD WIDE VIDEO COMMUNICATION」と挿入口に書かれているがNTSC以外の他方式の録再には非対応。家庭用の全世界対応ビデオは他にはアイワやサムスン電子も発売していた。
- NV-BS5
「SマックロードBS5」。BSアナログチューナー内蔵S-VHSビデオ。
- NV-X10000
NV-V10000と共通の筐体を黒色にし、「ホームTHX」シリーズとして発売された「Sビデオマスター」。
- NV-V8000
「Sビデオマスター」シリーズで、VHS C及びS-VHS Cコンパクトカセットがアダプター無しでフルサイズカセットと同様に使えるモデル。カセット挿入口は発売当時としては珍しい「センターマウント方式」で、「T・H・C・B」採用機種。
- NV-FS700
「Hi-Fi SマックロードFS700」。”3倍モードヘッド”と呼ばれる機構を備えるプロ・アモヘッド搭載で、「純赤ビデオ3」の愛称が付けられた。

#### 1991年
- NV-FS850（業界初、ボイス予約リモコン搭載機）
- NV-BS900（BSアナログチューナー内蔵でジャスト15万円、愛称「BS録画王」→「BS画王」）
- NV-FX10（バーコード予約リモコン付属。シネマサウンド搭載ビデオ「ぴったりれんたろう」。SQPB=S-VHS簡易再生機能搭載VHS Hi-Fiビデオ第1号。ただし前面AV入力端子は非搭載。チャンネル設定は従来のアナログ選局式から数字の1位と10位の変化に連動して画面が切り替わる方式に変更）
- NV-G55（モノラルビデオ。G50の後継機。本機がモノラルビデオGシリーズ最終モデルとなり、後継は内部駆動機構と本体デザインを大幅変更した「Nシリーズ」へ移行）。

#### 1992年
・本年発売以降のHi-Fiビデオ全機種は「CMスキップ（自動CM早送り）」機能を搭載。但しこの機能は「番組本編がモノラル又は二重音声放送で、CMがステレオ放送の時のみ正しく動作」し、本編もステレオ放送だったりCMがモノラル放送の場合は正しく動作しない。また「（TV番組今すぐ録画を含めた）外部入力録画」されたテープ再生時はこの機能が動作しない（「CMスキップ機能非搭載のナショナル&パナソニックHi-Fiビデオで録画」・「他社機で録画」・「ナショナル&パナソニック製を含むモノラルビデオで録画」した各テープ再生時もCMスキップ機能は動作しない）。

・本年以降モデルより、（市外局番入力などを用いた）オートチャンネルサーチによる初期設定時は、将来のシステムに対応するための「拡張チャンネル（o1～o7）」も自動的に設定される仕組みになった。ただし拡張チャンネルは今日のデジタル放送受信に非対応で、外付けデジタルチューナーまたはデジタルチューナー内蔵テレビ受像機などと組み合わせない限り、本機単体でデジタル放送の視聴・録画はできない。

・リモコンは本年以降の機種より「接続したTV受像機の基本操作（電源入/切、音量調節、順送り選局、入力切替、消音、画面モード切替）も可能な『TVコンパチリモコン』」を採用（画面モード切替ボタンはS-VHS機のみの搭載で、VHS普及モデルは当該位置ボタンを「消音」へ置き換え。消音・画面モード切替いずれのボタンも非搭載で・当該ボタン位置を空欄としている機種もあり）。リモコン初期設定メニューには「（ナショナル・パナソニック以外の他社製TV受像機を操作できるようにするための）TVメーカー設定」項目があり、繋いだTV受像機の電源を入れたうえで設定作業を実施する（メーカー番号一致時に「TV電源オフ信号」を送信するため）。メーカーによっては複数の番号（コード）を設けている場合があり、この場合は「（幾つかの番号設定を試したうえで）操作可能な側の番号」を選ぶ（メーカー・機種により全ての操作ができなかったり、一部ボタンが動作しない場合あり）。なおパナソニック製TVの最新機種を操作する場合、大半はメーカー設定不要（工場出荷時の初期設定のままで操作可能）。但し「画王」・「パナカラー」など1992年以前製造機種を操作する場合はメーカー番号を「松下・旧型」へ変更する必要がある。

- NV-BX25（バルセロナ五輪開催時期に合わせて発売されたプロ・アモヘッド搭載のS-VHS目次ビデオ。別名「マラソン美録」。ジョグ・シャトルはリモコンにのみ搭載。インサート&アフレコ機能、音量つまみ付マイク&ヘッドホン端子搭載[4]。デジタルオーディオ機器と接続可能な光デジタル出力端子搭載[5]。なお本機以降のモデルよりアンテナ入力端子は地上アナログ・BSアナログ共に外来ノイズの影響を受けにくく、且つF型スクリュー式接栓も接続可能なネジ式端子へと改められた[6]。またチャンネル設定方式はこれまでの本体ボタンによるマニュアル選局式からリモコン操作によるオンスクリーン選局に変わっている）
- NV-BF25（「ぴったりBSれんたろう」BS Hi-Fiビデオ。BSれんたろう系では唯一本体にジョグシャトルを搭載。代わりにリモコンからジョグシャトルが省略され、スリムな「バーコード予約機能搭載リモコン」に。専用プログラムシート付属）
- NV-BS30S（目次&Gコード予約搭載）
- NV-BS50S（業界初、デジタルスーパーVHS回路搭載）
- NV-BS30H（「BSマックロードYOU」本体ジョグシャトル搭載のVHS目次ビデオ）

#### 1993年
・本年以降のモデルより「NHK Eテレ（教育テレビ）で当時7時・正午・19時に放送されていた時報に合わせてビデオ内時計の時刻ずれを自動修正する『ぴったり時計』機能」を全機種に搭載（この機能は「アンテナ線が正しく繋がれ、かつ居住地域のNHK Eテレチャンネルが正しく設定されている」・「自動時刻合わせを行うチャンネルが居住地域のNHK Eテレに正しく設定されている」・「時報が放送される時間帯の前後にビデオ本体の電源コードがコンセントに繋がれ、かつ電源が切になっている」・「正規時刻との誤差が2分以内に収まり、かつ時計表示が『0:00』で点滅していない」・「最後に選んだチャンネルが外部入力モード『ライン1・ライン2・ライン3』になっていない=地上アナログ・BSアナログいずれかの『チューナー』モードになっている」、以上の条件を全て満たしている場合のみ動作）。またビデオ本体の時計は工場出荷時に設定済みで、（本体に内蔵された「メモリーバックアップ用バッテリー」により）停電があったり電源プラグを抜いても工場出荷時より約1年間又は約5年間は各種設定内容が記憶される（現在発売中のビエラ・ディーガも同様）。

・BSアナログチューナー内蔵機種の場合、BSアンテナ電源設定は以前の本体後面スイッチによる切替から「初期設定メニューで設定する方式」に変更。BSアンテナ線を単独で繋いだ場合は「入」又は「連動」を、地上放送との混合伝送でアンテナ電源をブースターより供給する方式の場合は「切」をそれぞれ選ぶ（初期設定メニュー「BSアンテナ設定」項には電波受信レベルも同時表示。「連動」にした場合、本機が「地上アナログ放送及び外部入力画面視聴」・「電源切」・「再生」の各モードになっている時はアンテナ電源供給を停止。単独配線でBSアナログ内蔵テレビにもBSアンテナ線を繋いだ場合、ビデオが電源切でもテレビ側がBSアナログ視聴モードになった時は本機側より電源供給されるため、BSビデオの電源コードは常時コンセントに繋いでおかなければならない）。なおBS電源「入」状態で本機にBSアンテナ線を繋ぐと、「アンテナ線がショートした」ことを意味するエラー表示「U50」が本体ディスプレイに出て（TV画面にも「BSアンテナ電源に異常があります」文字を同時表示して）電源供給を遮断する安全装置（ブレーカー）が搭載されており、この場合は（ショートなどの異常がないことを確認したのち）アンテナ電源を「切」にしてからBSアンテナ線を繋ぎ直すことで回復する。

・標準モードでは途中でテープ残量が足りなくなる場合、予約時に録画モードを「標準3倍」に設定すると（テープ残量を自動計算したうえで）途中から3倍モードに切り替え番組の尻切れを防ぐ「ぴったり録画」機能が本年以降の全機種に搭載（但しテープ残量によっては収まりきらない場合あり。また録画中は録画モード変更不可）。また長時間番組録画時は、もう1台のVTRと組み合わせることで録画時間を分担可能な「リレー録画」機能も新設されている（180分テープ2本使用・3倍モードで最長18時間の録画が可能。ナショナル・パナソニック以外の他社機とも組み合わせ可。但し「リレー録画」機能を用いる場合は「ぴったり録画」機能が無効となる）。加えて（スポーツ中継など）放送枠延長が予想される場合、予約時に録画時間を30分単位・最長90分まで延長できる機能もある（録画途中での時間延長は不可）。

・本機以降は全機種「ダストプルーフ設計」を採用。上面放熱口が廃止され本体内に埃が入りにくくなった（但し本機上部に重い物を載せるとキャビネットを傷めるおそれあり。消費電力の多い上位機種は後面に放熱用ファンを搭載）。また本機使用中に異常現象が起きた場合、アルファベットと2桁数字で異常内容を知らせる「エラーコード（自己診断）表示」機能も追加されている（アルファベットのうち「U」で始まる表示は「使用者自身で解決可能な軽度の異常」に、「H」又は「F」で始まる表示は「使用者自身では解決不能な重度の異常」にそれぞれ区分。HやF表示の場合は「表示されているエラーコードを購入店又は最寄りパナソニックカスタマーセンターへの点検修理依頼時に伝える」ことで、依頼を受けた担当者が異常発生原因を即座に突き止められるようにしている。この方式はその他パナソニック製品にも採用）。

・BSアナログビデオの場合、後面のライン（外部入力）1又は3端子は「M-Nコンバータ入力兼用」となっており、この端子とAFC入力端子にM-Nコンバータを繋ぐと「ライン1又は3は自動的にスキップ」される（とばされる）。このためライン1または3を復活させるには「M-Nコンバータと繋いだAVケーブルを全て外したのち、自動スキップされたライン1又は3をマニュアルチャンネル設定で手動復活させる」という手順を踏む必要がある。なお「BSデコーダー入力」端子にはデコーダー以外のAV機器接続不可。

・本年以降の機種より「今すぐ再生」機能を新搭載。「ビデオテープを入れる」・「電源コードをコンセントに差し込む」・「TV受像機の電源を入れる」の三つをあらかじめしておけば、VTRリモコンの「再生」ボタンを押すだけでTV画面が「ビデオ1」へ瞬時に切り替わる（再生信号と画面を「ビデオ1」へ切り替える信号をリモコンより同時送信。リモコンの初期設定で「今すぐ再生機能を切にする」ことも可能。ナショナル・パナソニック以外の他社製TV受像機にも対応しているが、今すぐ再生機能に非対応のメーカー番号もある）。この機能を使う場合、「AVケーブルをビデオ1端子に繋ぐ」・「TV受像機とVTRの設置場所が極端に離れすぎていない」・「繋いだTV受像機のメーカー設定を正しく行う」の3条件を満たす必要があり（ビデオ1端子が他機器接続で塞がっている場合は「今すぐ再生」機能使用不可）、リモコンの再生ボタンが「メニュー項目の上を選ぶボタン」を兼ねている機種では誤動作する場合あり。

・本年以降モデルより、ビデオテープの取り出しは本体の取り出しボタンを押すだけでなく「リモコンの停止ボタンを3秒以上押す」方法でも可能となっている（電源プラグがコンセントに差し込まれていれば、電源切時でも本体取り出し・リモコン停止いずれかのボタンを押すと電源が入ってテープが本体より取り出され、その後は電源が自動的に切れる。但し予約録画待機中はテープが取り出せず、録画本番中にテープを取り出そうとすると録画が途中で中止される）。

- NV-H1T（業界初、省ボタン&コンパクトリモコン搭載の「みんなのビデオ」。老若男女問わず簡単な操作方法を実現すべく開発には徹底した市場調査が行われた。本年以降のモデルよりチャンネル設定方式にこれまでのマニュアルオンスクリーン選局に加え「居住地の市外局番を入力する方式」が新設。より迅速な設定が可能となった[8]。ET録画を含めたS-VHS方式で録画されたビデオテープもVHSデッキで再生可能な「SQPB=S-VHS簡易再生機能」搭載機。以後SQPB機能はVHS全機種に搭載[9]）
- NV-HC1（従来の約1/3サイズのコンパクトビデオ「ミデオ」。付属リモコンでパナソニック製ミニコンポの一部機種を操作可=ただし再生・停止等の基本動作に限定。）
- NV-HB10（BSアナログチューナー内蔵ビデオの普及型第1号）
- NV-H30（本体にジョグシャトルを搭載した普及モデル。翌1994年以降、ジョグシャトルは編集機能付き上位機種にのみ搭載）

#### 1994年
- NV-SB1000W（「ビデオヨコヅナ」シリーズの最上位機種。デジタルTBC搭載、業界初、エキストラプロ・アモヘッド搭載、BSアナログチューナー内蔵）
- NV-SB60W（「ビデオヨコヅナ」シリーズ第1号機[10]）
- NV-SB70W（SB60Wの上位機種「ビデオヨコヅナ」）
- NV-H5（普及型VHS Hi-Fiビデオ。チャンネル設定は市外局番入力ではなくパナソニックが独自に定めた各居住地の地域番号を入力。前面AV入力端子は非搭載）
- NV-HC3（コンパクトサイズ「ミデオ」、HC1の後継機。音量つまみ付きヘッドホン端子搭載。基本動作のみだが付属リモコンでパナソニック製ミニコンポの一部機種を操作可）
- NV-HB35（BSアナログ内蔵の普及型「みんなのビデオ」、ただし前面AV入力端子は非搭載）
- NV-HB40（BSアナログ内蔵の普及型「みんなのビデオ」。HB35の後継機）
- NV-WV1（BSアナログハイビジョン放送を専用テープを用いて高画質で録画可能な「W-VHS」対応機。但しM-Nコンバータは非搭載）

#### 1995年
・本年以降製造の機種より、Irシステム端子搭載の（VIERAをはじめとする）パナソニックTVと組み合わせると「タイマー予約」及び「連動予約」が可能（前年1994年以前製造のパナソニック録画機と組み合わせてIr予約する場合は「連動予約」のみ可）。ただしデジタル放送をIr予約録画する場合は「標準画質」で録画される。加えてモニター出力「S2」端子搭載のビエラと組み合わせる場合、S2端子からは（ビエラチューナーで受信した地上アナログ放送が出力されず）デジタル放送のみが出力されるので、地上アナログ放送をビエラチューナー経由で録画する場合はS端子搭載の（D-VHS・W-VHS・S-VHSの各）ビデオデッキであってもコンポジット映像ケーブルで接続する（デジタル放送を録画する場合はSケーブル接続でも可。ただしアナログに変換されるので標準画質）。

・BSアナログチューナー搭載機種では、地上アナログ放送を録画中に本機のチューナーを用いてBSアナログ放送を視聴可能な「BSモニター機能」が新設されている（BSアナログ放送を録画中は、ビデオ側チューナーを用いる形による別のBSアナログチャンネル視聴不可）。

- NV-H6（H7GよりGコード予約機能を省いた普及モデル）
- NV-H7G（H6にGコード予約及び「TV番組今すぐ録画」機能を追加。システムコントロール端子を装備し、VTRシステム端子付パナソニック製TVと接続すれば連動操作可[13]。）
- NV-FV7（6.5インチ液晶画面搭載の「液晶ミデオ」。駆動は交流電源100Vのみで可能だが専用カーアダプターを接続して自動車バッテリーより電源供給を受けることも可。地上アナログ放送は本体ロッドアンテナ受信と外部アンテナ接続のいずれかを本体後面のアンテナ切替スイッチで選択=ただしTV受像機へのアナログアンテナ出力端子は非搭載。なお地上アナログチューナーは1系統のみなので裏録は不可。Gコード機能は非搭載。リモコンは液晶非搭載タイプで操作方法は全て画面に表示）
- NV-VCD1（VHS・CD・ビデオCD一体型ビデオ。）
- NV-HB45（HB40の後継機。前面AV入力端子は非搭載）
- NV-SX50W（「ビデオヨコヅナ」、BSアナログチューナーは非搭載）
- NV-WV10（WV1の後継機。日本ビクター=現・JVCケンウッドが「HR-W5」をOEM供給）
- NV-N20（モノラルビデオ「Nシリーズ」1号機。内部駆動機構を従来のGシリーズとは大幅変更した「サイレントメカニズム」を採用）

#### 1996年
・本年以降製造のS-VHS機・VHS機には「3倍モード録る・見る専用19ミクロンヘッド」を搭載（N22・HB48は除く）。録画時はヘッドギャップ間隔を従来機より広げて映像信号をより多く取り込み、再生時はヘッドギャップ間隔を逆に狭めることで解像度を向上。これにより（3倍モードで録画されたテープ）再生時においても（従来機にありがちだった映像のぼやけが目立たなくなり）標準モードに迫る高画質を実現した。この機能は画面（オンスクリーン）メニュー「オプション設定」項でオン・オフ可（「19ミクロンヘッド」項が新設され、通常は「自動=入」を選択。3倍モード再生時に画面にノイズが出て自動修正しきれない場合のみ「切」を選択する）。

・本年以降モデルからは「オプション設定メニュー画面」が新設され、チャンネル設定・時刻合わせなどは全て（従来の本体ボタン方式から）メニュー画面で行う方式に変更。また「時計コール」機能も新設され、現在時刻・テープカウンタなどを画面上に常時表示可能となった（オプション設定「オンスクリーン」を「入」に選択。編集時に本機を再生機として用いる場合はオンスクリーン表示が録画されないよう「切」を選ぶ）。

・編集5ピン端子付きモデル（SB88W/77W/1000W/800W/900/V10000/8000/X10000）の場合、3次元ワイドランプを消すと早送り・巻き戻し再生時に音声が出る「キュー&レビュー機能」を動作させて編集点を正確につかむことが可能。またオプション設定メニューには「録音レベル調整を自動・手動どちらにするか」を選べる項目があり、好みの録音レベルにしたい場合は「手動」を、録音レベルを一定に保ちたい場合は「リミッター」をそれぞれ選ぶ。

- NV-SB88W（業界初、デジタルW3次元&デジタルTBC、快速早見&100倍速サーチ、水平高画質化回路、バーチャルバッテリー回路搭載による高画質・高音質設計。大型インシュレーターと高級木目側板を採用した徹底防振構造「T・H・C・B（Technics Hybrid Construction Base）」採用。本機とSB77Wはジョグ・シャトルが本体のみに搭載。音量つまみ付ヘッドホン&アフレコ用マイク端子搭載。なお取扱説明書はSB77Wと共用。）
- NV-DX1（デジタルオーディオ回路搭載の高音質ビデオ。光デジタル出力端子を搭載しデジタルオーディオ機器とも接続可。ただしBSアナログチューナーは非内蔵。バーコード予約機能搭載機種としては最終モデル）
- NV-N22（モノラルビデオ。パナソニック製モノラルビデオは本機を含む全機種が前面AV入力端子非搭載[14]）
- NV-H10（前面AV入力端子を搭載した普及型VHS Hi-Fiビデオ。リモコンは液晶非搭載タイプで操作方法は全て画面に表示）
- NV-H20G（H10にGコード予約機能を追加した普及型Hi-Fiビデオ）
- NV-H30L（2.3インチ液晶画面搭載の「見えるビデオ」、音量つまみ付ヘッドホン端子を搭載し液晶画面の音声も聴取可。ただし地上アナログチューナーは1系統のみ。BSアナログチューナーと前面AV入力端子は非搭載）
- NV-HB48（普及型BSアナログVHS Hi-Fiビデオ、HB45の後継機。本機以降の機種よりカセット挿入口を左端から中央部へ移設した「センターマウント方式」を採用。ただしシステムコントロール端子は非搭載[15]）
- NV-HB50（HB48に「TV番組今すぐ録画=ビデオ本体のチューナーを用いずTVのモニター出力端子と本体のTV録画入力端子相互間をAV接続し、TV受像機側で今見ている番組をボタン一つで簡単録画出来る機能」とシステムコントロール端子を追加した普及型BSアナログHi-Fiビデオ[16]）
- NV-HB60（HB50に「1.3倍速と2倍速の2段階快速早見」機能を追加したBSアナログ内蔵VHSビデオ。ただし快速早見使用時の音声はモノラル[17]）
- NV-SB66W（「ビデオヨコヅナ」、SB60Wの後継機。「デジタルW3次元=光る3次元ワイド」ボタン搭載）
- NV-SB77W（「デジタルTBC」・「ジョグシャトル」・「デジタルW3次元=光る3次元ワイドボタン」搭載のBSアナログチューナー内蔵S-VHSビデオ、取扱説明書はSB88Wと共用）
- NV-SX55W（SB66WよりBSアナログチューナーを省いた廉価機種）

#### 1997年
- NV-H220G（業界初、360倍速高速リターン搭載の「スーパードライブ」シリーズ1号機）
- NV-HB100（360倍速高速リターン搭載のBSアナログHi-Fiビデオ）
- NV-SB707（M-Nコンバータ内蔵ビデオ第1号&VHSテープにS-VHS画質で録画可能な「S-VHS ET録画」搭載機第1号）
- NV-SB606 （M-Nコンバータ非搭載のS-VHS普及モデル）
- NV-SX505（SB707/606よりBSアナログチューナーを省いた普及モデル）
- NV-SB800W（デジタルTBC、100倍速サーチ、デジタルW3次元搭載、ジョグシャトルは本体・リモコンの両方に搭載）

※本年（SB800W）以降のモデルより、リモコンは1996年モデルまでのTVコンパチブル型から「液晶付TVダイレクト型」に変更（モノラル式のN22・N33・N50を除く）。1～12の数字ボタンにはGコード入力機能に加えチャンネル直接選局機能が加わった（1996年モデルまでのチャンネル選局は順送りのみ）。

※本体メニュー項目には「（無操作状態が2時間又は6時間以上続くと自動的にビデオ本体の電源を切る）オートオフ機能」と「（電源切時に本体ディスプレイの時計表示を消せる）節電モード」が追加された。

※本年以降のモデルより、誘導雷による過電流から本体を保護する「サージアブソーバー回路」が全機種に新設された（但し万一の直撃雷は保護出来ない場合あり）。また「VHSテープにもS-VHS画質で録画可能な『ET=Expansion Technology録画』機能」を本年以降発売のS-VHS全機種に新搭載（ET録画されたテープ再生はSQPB対応機であればVHSデッキでも可）。さらに「テープチェック」機能も新設され、「早送り」・「録画された各番組の最初を数分間再生」という一連の動作を自動で繰り返し見たい番組を簡単に探せるようになった（見たい番組が見つかったら「再生」ボタンを押すことで録画された番組を継続視聴可能。翌1998年モデルからは「快速イントロサーチ」へと進化）。

※本年以降のHi-Fiビデオ全機種は、これまでの「CMスキップ（自動CM早送り）」機能に加え「自動CMカット」機能も新設。予約録画時はリモコン液晶画面に「はさみ」のアイコンを表示させて本体へ転送すれば「CMカット録画」が可能で、録画途中でもCMカット機能を動作させることが可能。但しこの機能は「番組本編がモノラル又は二重音声放送で、CMがステレオ放送」の時のみ正しく動作し、番組本編もステレオ放送だったりCMがモノラル放送の時は正しく動作しない（CMカット&スキップ機能は「当該機能搭載のパナソニックHi-Fiビデオで録画したテープ再生時」にのみ正しく動作し、「TV番組今すぐ録画を含む外部入力録画」・「ナショナル&パナソニック製を含むモノラルビデオで録画」・「他社機で録画」・「CMスキップ機能非搭載のナショナル&パナソニックHi-Fiビデオで録画」の各項に該当するテープ再生時は動作しない）。

※BSアナログVHSビデオは本年以降発売機種よりAV出力端子が（従来の2系統から）1系統に減らされている。

#### 1998年
- NV-SB770（M-Nコンバータ内蔵）
- NV-SB660（M-Nコンバータ非搭載のS-VHS普及モデル）
- NV-SX505（SB660よりBSアナログチューナーを省いた普及モデル）
- NV-HB300（BSアナログチューナー内蔵Hi-Fiビデオ。HB100の後継機）
- NV-H230G（H220Gの後継機。120分テープを約1分で巻き戻す「360倍速高速リターン」搭載）
- NV-H55（前面AV入力端子とGコード予約機能を省いた廉価版Hi-Fiビデオ）
- NV-N33（「360倍速高速リターン」搭載モノラルビデオ）
- NV-DV10000（Mini DV専用編集ビデオ。編集コントローラーは着脱式で、本体前面扉より取り外して付属の専用ケーブルで繋ぎ「ワイヤードリモコン」として使用可。ジョグシャトルは着脱式編集コントローラー・リモコン両方に搭載）

※本年以降のモデルからは「デジタル放送簡単予約」機能を新設（モノラルビデオは除く）。デジタルチューナー側における予約操作と同時に本体の「デジタル放送予約」ボタンで予約番組の開始時刻と録画モードを予め設定しておけば、予約録画開始時刻になった時にデジタルチューナーより送信されるAV信号に連動して本機が外部入力録画動作を開始し、予約録画が終了してデジタルチューナーからAV信号送信が停止されれば本機も連動して録画動作を停止する。ただしこの機能を用いて録画するには、デジタルチューナーに搭載されているAV出力端子からのケーブルを必ず本機後面の「外部入力（LINE）1」端子に繋がなければならない（入力2・入力3端子に繋いだ場合は本機側でも録画モード・開始&終了時刻・予約チャンネルを設定する必要がある）。この機能は地上・BS・110度CSデジタルTVと組み合わせた場合でも使用可能だが、この時はモニター出力端子付きの機種に限る（2009年以降のモデルはモニター出力端子を廃止した機種がほとんどなので、最新デジタルTVと組み合わせた場合はこの方式によるデジタル放送録画が出来ない）。また画質は標準画質となる。

#### 1999年
・本年以降はパナソニック独自の技術として、従来の最長3倍モードを大幅に上回る長時間録画が可能な「5倍モード」を搭載した機種が登場（現在発売中のBD/DVDレコーダー&VHS複合機「DIGA」にも5倍モード搭載）。ただし5倍モードで録画されたテープは録画元の機器でしか再生出来ないので、使い回しが効かないという短所がある（他機での再生は同一品番を含むパナソニック製5倍モード搭載機であっても不可。当然ながら他社製VTRとの互換性も無い）。さらに5倍モードで録画されたテープは（ジョグシャトル・シャトルリング使用時を含む）コマ送り&戻し・スロー・静止・早送り・巻き戻し再生をすると（標準&3倍モードで録画されたテープよりも）ノイズが目立つため、通常の再生時以外は（オプション設定の「ブルーバックON」設定時のみ）ブルーバック画面となる。また5倍モード使用時はS-VHS ETが使用不可となる(S-VHSモデルのみ)。

・本年以降モデルよりオプション設定メニュー「オンスクリーン」項では「入」が廃止され選択肢が「自動」と「切」のみに狭められたため、時計・テープカウンタ表示を常時画面に出すことは出来なくなっている（リモコンの画面表示ボタンを押した時に5秒間のみ表示）。

・リモコンでCSデジタルチューナーの操作が可能となった。

- NV-SV1（業界初、5倍モード搭載）
- NV-SVB10（ゴーストリダクションチューナー（GRT）、FEヘッド搭載。BSアナログチューナー内蔵。お気に入り場面をビデオプリンターで印刷可能な「プリンター出力端子」搭載[19]）
- NV-SVB1（NV-SVB10からゴーストリダクションチューナー（GRT）とFEヘッドを除いた下位モデル。BSアナログチューナー内蔵）
- NV-SB900（ゴーストリダクションチューナー（GRT）搭載第1号機。FEヘッド搭載。BSアナログチューナー内蔵。ジョグシャトルは本体・リモコンの両方に搭載。ヘッドホン端子・アフレコ用マイク端子・編集5ピン端子搭載機種としては最終モデルで端子は本体前面扉内に設置）
- NV-HB310（HB300の後継機）
- NV-HB330（HB310の後継機）
- NV-HB340（HB330の後継機）
- NV-HB350（HB340の後継機）
- NV-HB360（HB350の後継機）
- NV-HB370（HB360の後継機。HBシリーズは本機が最終モデルとなり、後継は「HVB/HXBシリーズ」へ移行）
- NV-N50（テレビデオ「2-SHOT」シリーズを除けばモノラルビデオ最終モデル）
- NV-H120（普及型VHS Hi-Fiビデオ。各番組のイントロ部分を連続再生可能な「快速イントロサーチ」搭載。「スーパードライブメカ」により120分テープを約1分で巻き戻し。プリンター出力端子搭載）
- NV-H110（H120よりGコード機能を省略）

### 2000年代

#### 2000年
・BSアナログチューナー搭載機種は本年以降モデルより（地上アナログ放送を録画中に本機チューナーでBSアナログ放送を視聴可能な）BSモニター機能と（M-Nコンバータと繋ぐ）AFC入力端子をそれぞれ廃止。これにより本機で録画中は（予約待機時も含め）本機チューナーでのBSアナログ放送視聴不可となり、（M-Nコンバータが繋げなくなったため）BSアナログハイビジョン9chも視聴不可となった（のちにBSアナログハイビジョン放送は2007年9月限りで終了）。加えて本機背面にあった他機器接続用コンセント（連動・非連動切り替え式、最大300W）も全廃されている。

・本年モデルから2003年モデルまで（一部機種を除く）、夏時間が再導入された場合に対応できるよう、時刻設定画面で夏時間のオン・オフを切り替えられるモードが搭載された。
- NV-DHE10（D-VHSビデオ第1号機。業界初「HSモード」搭載）
- NV-HVB1（お気に入りの再生場面がビデオプリンターで印刷出来る「プリンター出力端子」付。BSアナログチューナー内蔵[20]）
- NV-HSB20（NV-SVB1からデジタルTBCや100倍速スピードサーチを除いた[21]廉価版S-VHSビデオ。BSアナログチューナー内蔵）
- NV-HS10（HSB20からBSアナログチューナーを省いた機種）
- NV-HV3G（HVB1からBSアナログチューナーを省いた機種）
- NV-HV1（HVB1からBSアナログチューナーとGコード予約機能を省いた機種）

#### 2001年
・本年以降の機種より、AV入力端子のない旧式TV受像機でVTR画像を見るための「RF出力」切替方式が（本体後面のスライド式アンテナ切替スイッチによる切替から）リモコンの初期設定メニューで設定する方式に変わった（本体後面のアンテナ切替スイッチを撤去）。

・本体ディスプレイは従来機種（2000年までのモデル）よりポイント数を大きくして見やすくした「ワイド表示管」を採用。オプション設定メニューには「（電源切時に本体ディスプレイの時計表示を消せる）節電モード」と「（2時間又は6時間以上無操作状態が続くと自動的に電源を切る）オートオフ」を搭載。

・さらにカセットの録画内容を完全消去（初期化）可能な「テープリフレッシュ」機能も新設された（所要時間は120分テープ使用時で約17分）。ただしこれは録画内容及び頭出し信号を完全消去する機能であり、テープを新品同様にするための機能ではない。

・S-VHS機では後面の映像（コンポジット及びS1）出力端子が（従来の2系統から）1系統に減り、（映像出力を削った）出力2端子は「アナログオーディオ出力」となった。

・かつては全機種が上面キャビネット部に「Panasonic」ロゴを刻んでいたが、本年以降製造機種は上面キャビネットへの「Panasonic」ロゴ刻印が廃止されている。

- NV-VHD1（DVDプレーヤー一体型ビデオ第1号機）
- NV-HXB10（BSアナログチューナー内蔵）
- NV-HX10G
- NV-HV7G（デジタル放送簡単予約&Gコード機能搭載のHi-Fiビデオ。HXB10よりBSアナログチューナーを省略）
- NV-SVB300（5倍録画モード搭載のS-VHSビデオ）

#### 2002年
- NV-HXB55（業界最速、600倍速高速リターン=120分テープを約36秒で巻き戻し。BSアナログチューナー内蔵）
- NV-HX33G（HXB55からBSアナログチューナーを省いた機種）
- NV-HX11（HXB55からBSアナログチューナー・Gコード予約機能を省いた機種）
- NV-H2GK（HX33Gの廉価版、基本機能はHX33Gと共通。付属品はリモコンと取扱説明書のみで、アンテナ線・AVケーブルは別売り）
- NV-H2K（HX11の廉価版、基本機能はHX11と共通。ただしAV端子非搭載TVとは接続不可=RF機構非搭載）
- NV-DHE20（業界初、LS7搭載の52時間D-VHSデジタルハイビジョンビデオ）
- NV-HVH1（業界初、ハイビジョン記録HDD一体型VHSビデオ）
- NV-SV110
- NV-SVB330（SV110のBSアナログチューナー搭載版。前面AV入力端子は本体前面扉内に搭載）
- NV-SXG550（GRT、TBC、3次元DNR搭載の高性能機種）
- NV-DM1（Mini-DVテープ専用の編集機）

※本年モデルと前作2001年モデルのリモコンではTVのみならずデジタルチューナー（スカパー、地上・BS・110度CS）も操作可能（ただしDVD・HDD複合機リモコンはデジタルチューナー操作機能非搭載。また1999年・2000年モデルのリモコンで操作可能なデジタルチューナーはスカパー用のみ）。TV操作は対象機種を従来型アナログTVに設定した場合と地上・BS・110度CSデジタルTVに設定した場合とで方法が異なり、デジタルTVに設定した場合は番組表（Gガイド）表示・放送切替・3桁入力による選局も可能。但し4色（青・赤・緑・黄）ボタンと「d（データ）」ボタンは一部上位機（DHEシリーズ）にのみ搭載。

※本年以降モデルより「プログラムナビ」機能が新設され、録画された番組の日時などが画面に一覧表示される形で見たい番組を瞬時に選べるようになった。但しこの機能は「プログラムナビ機能搭載のパナソニックビデオで録画し、かつ録画時に本体の『プログラムナビ入/切ボタン』を押して本体ディスプレイに『Pn（プログラムナビ）表示』を出しておいた」時のみ動作する。また「テープリフレッシュ」機能を用いて録画内容を全て消す場合、プログラムナビ搭載パナソニックビデオで録画したテープに対しては「プログラムナビ表示」を本体ディスプレイに必ず出さないと（テープの録画内容は完全消去されても）プログラムナビ情報が本体内部に残ったままとなる。逆にプログラムナビ非搭載機種で録画したテープに対してはプログラムナビ表示を本体ディスプレイから消しておかないと、本体内部にある（消去対象テープ以外の）プログラムナビ情報も全て消されてしまう。

#### 2003年
- NV-SV150B（S-VHSビデオ最終機種 BSアナログチューナー内蔵）
- NV-SV120（SV150BよりBSアナログチューナーを省いた機種）
- NV-VP51S（DVD一体型S-VHSビデオ最終モデル）
- NV-VP41B（DVD一体型BSアナログチューナー内蔵ビデオ最終モデル）
- NV-VP31（DVD一体型アナログビデオ最終モデル）

RF出力（AV入力端子の無い旧式アナログTV受像機でVTR画像を見るための出力方式をVHF非放送チャンネル1或いは2に変換する）機能搭載の機種は本年発売のモデルが最後となった。NV-VPシリーズ以降の機種よりRF機構廃止。さらにリモコンはサイズがこれまでより小型化され、数字ボタンはフタ内に収められた（前作2002年モデルではTVのみならずデジタルTVとデジタルBS/CSチューナーもビデオリモコンで操作出来たが、本年以降のモデルではTVのみの操作可能でデジタルチューナー操作機能・放送切替&3桁入力ボタンは廃止）。

#### 2005年
- NV-HV90B（BSアナログチューナー内蔵のVTR単体機としては最終モデル）
- NV-HV72G・HV62（VHS単体機最終機種。大手メーカーとしても最終機種となった）

当モデルは全てRF出力（AV入力端子のない旧式TV受像機でVTR映像を視聴する場合、画像出力をVHF非放送チャンネル1或いは2に変換し、TV受像機側で非放送のアナログVHFチャンネル1或いは2を選んでVTR画像を視聴する）機能を持たない。

#### 2007年
- VHSタイプのVTR単体機・DVDプレーヤー一体型機、全機種生産終了。以降、VHSタイプは複合型レコーダーで継続。

DVDプレーヤー単体（再生専用）機のうち据置型は2008年に生産終了（ただし2009年にブルーレイ対応機DMP-BD60で復活）。現在は地デジ搭載録再機「DIGA」とポータブルDVDプレーヤーのみ生産。以降パナソニックショップに供給されるVTR単体機及び据置型再生専用DVDプレーヤーはDX BROADTEC・パイオニア・ビクターなどの他社製品に変わっている。同時にビデオカセット・オーディオカセットは生産体制を以前より縮小。パナソニックショップには他社のビデオ・オーディオカセットが供給されているが大半は取り寄せとなっており、パナソニックショップで販売される記録媒体の中心はDVD-RAM等に移っている。
DVDレコーダー及びBDレコーダー「DIGA」のうちビデオデッキ一体型は全てVHSタイプである（SQPB=S-VHS簡易再生機能）。またDMR-XW40V以降の機種はビデオテープへの番組直接録画が不可能となっている（HDD或いはDVDへ録画してからVHSへダビング）。また現在発売中のVHS一体型DIGAは全てシングルチューナーである（WチューナーはXW41Vが最終機種）。

### 2010年代

#### 2011年
- 同年12月をもって、VHS一体型ディーガ「DMR-XP25V」と「DMR-BR670V」が生産終了。これにより日本国内向けVHSビデオ及びDVDレコーダー（ハイビジョンディーガ）生産より完全撤退し、3D対応BDレコーダー&プレーヤーのみの生産に移行（ソニー・三菱電機に次いで国内3社目）。なお海外向け（日本とは放送方式が異なる）VHSデッキの生産は継続。

### 備考
- Hi-Fi及びS-VHSビデオには全機種「ステレオAV（S-VHS機は加えてS映像の）ケーブル」が付属されているが、モノラルビデオは全機種（RF接続用同軸アンテナ線のみが付属され）AVケーブル別売りとなっている（ステレオTVやステレオ録再機器と組み合わせる場合は市販の「モノラル-ステレオAVケーブル」を使用。RF接続の場合、アナログUHF波のみが送信されていた地域でもVHFアンテナ端子への同軸ケーブル接続が必要だった[25]）。
- BSアナログチューナー内蔵機種の場合、付属のアンテナ線とアンテナプラグは地上放送専用のためBS受信への転用は不可（市販のBS対応ケーブルおよび接栓を別途用意する必要あり）である旨が示されている[26]。
- かつては事業部や販売ルートの違いから、市販モデルと全く同一仕様で品番だけが異なる業務用モデルがあった（品番は市販機⇒ビデオ事業部がNV-に対し、業務用モデル全般⇒ビデオシステム事業部はAG-。ただし1984年頃まではNV-でも業務用モデルが設定されていた[27]。）。主に学校・公共施設・企業の研修施設などを対象にしていた。近年デジタル用品メーカーであるカシムラが写真用品をメインに取り扱っていた80年代中半にAG-を自社のカタログにラインナップさせていた時期があった。同様のケースは日本ビクターにも見られたが、こちらは識別のためボディカラーを変えている。
- BD/DVDプレーヤーおよびレコーダーの場合（ビデオデッキとの複合機も含む）、ビデオデッキの外部入力端子経由でTV受像機につなぐと「コピーガード（著作権保護）機能により市販ソフト再生映像を正常に視聴できない」場合があるため、「BD/DVDプレーヤー・レコーダーは（ビデオデッキとの複合機を含め）TV受像機に直接つなぐ」よう推奨されている。
- S-VHSの最初期機種であるNV-FS1・BS1は、S-VHS ETで録画したテープの再生ができない[28]。
- 1986年発売のNV-G21から1988年発売のNV-F5までの「ナショナル」ブランドのモデル、NV-BS3（1988）/NV-BS5（1990）の合計21機種は予約録画のためのカレンダーが16年しか搭載されておらず対応期限を越えると初期設定の年に戻ってしまう[29]。1988年以降発売で上記以外の機種は1988年～2087年に対応したカレンダーである。
- 初期のBSアナログチューナー内蔵ビデオには地上アナログ放送を録画中に（BSアナログチューナー非内蔵TVと接続している場合でも）ビデオのBSアナログチューナーで別のBSアナログチャンネルが視聴可能な「BSモニター」機能が搭載されていたが、1999年以降発売のBSアナログビデオからはこの機能が 省略された。
- 1990年代になると、アメリカのジェムスター社が開発した「Gコード予約」が登場。専用バーコードリーダーを用いたり・録画する局と開始および終了時刻を手動設定しなくても、「（当時新聞などのラテ欄に書かれていた）各番組ごとに割り当てられた最大8桁の『Gコード数字』を入力し録画機へ転送するだけで、目的の番組が確実に予約録画できる」画期的な仕組みとして急速に普及していった（Gコード内蔵機種のうち、1995年～1998年モデルは「VIDEO Plus」ロゴを、1999年以降モデルは「G-CODE」ロゴをそれぞれ本体と取説に表記。バーコード予約搭載機種は・NV-DX1を最後に1996年限りで生産終了。Gコード予約の登場当初は外付け「ビデオプラス」を用いて予約内容をビデオデッキへ赤外線転送していたが、のちにモノラルビデオとHi-Fiビデオ廉価モデルを除く殆どの機種がGコード予約機能を標準装備[30]）。しかし2000年にBSデジタル放送が・2003年に地上デジタル放送がそれぞれ始まると、録画したい番組を一覧から選び確定させるだけで予約が完了する「電子番組表（GガイドおよびEPG）」へ次第に取って代わられ、ビデオデッキ生産終了およびアナログTV放送終了と共に旧来の「Gコード」は終焉。新聞などのラテ欄へのGコード数字表記も終了した。
- 多くのBD/DVDレコーダーはアナログ外部入力端子を搭載しているため、従来型ビデオデッキを繋いでBD/DVDへのダビングが可能。但し2013年以降製造のBDレコーダーはアナログAV出力端子を廃止し、TV受像機とはHDMI接続のみ可。また普及モデルはアナログAV入力端子も廃止しており、従来型アナログ再生機器からのダビングができない機種も急増。2019年以降製造モデルは、上位機を含む全機種がアナログAV入力端子を廃止した。
- ビエラをはじめとする薄型テレビは年式が進むにつれてIrシステム・S2/S1映像入出力・モニター出力の各端子を全廃し、かつ従来型アナログAV入力端子数も大幅削減する機種が急増。特にビエラ2011年春モデルはIrシステム・S入出力・モニター出力・側面ビデオ入力3の各端子を全廃し、従来型ビデオ入力端子数も大幅削減した[31]ので、2011年以降製造のビエラとアナログチューナーのみ搭載の従来型録画機を組み合わせた場合は再生専用となりデジタル放送録画はできない他、（2011年以降製造の）ビエラに繋げる（ビエラリンク非対応の）従来型AV機器数は大幅に限られる。2022年以降製造のビエラはアナログAV入力端子が「映像・音声一体型ミニジャック」へ変わったため、接続には市販の変換ケーブルが別途必要。プライベートビエラ・ウォールフィットビエラ・レイアウトフリービエラと2024年以降製造ビエラは・業界で初めてアナログAV入力端子を廃止したため、HDMI端子のない従来型アナログ再生機器が接続できなくなっている。
- ビデオテープからHDD/BDへダビングする場合、BDレコーダー現行モデルでアナログAV入力端子を搭載しているのはトリプルチューナー・Wチューナーの上位モデル（パナソニックは「BZT/BWTシリーズ」）のみ。シングルチューナーの普及モデル（パナソニックは「BRTシリーズ」）はアナログAV入力端子非搭載なのでビデオデッキとの組み合わせ不可。S端子は2011年モデルを最後に全廃され、現行モデルはコンポジット映像端子のみ搭載。またパナソニックは2020年までにアナログAVケーブルと光デジタルケーブル生産より撤退してHDMIケーブルのみの生産へ移行したため、パナソニックショップではJVCケンウッドなど他社製AVケーブルを仕入れている（S端子・D端子・コンポーネント端子ケーブルとモノラル機器用AVケーブルは国内メーカー全社が生産終了）。
- NV-V10000などの一部機器は背面冷却ファンが飛び出た構造のため奥行きが大きく、今日の薄型テレビ台内ラックには収まらない場合がある（薄型テレビ台内ラックへ収納可能な場合でも、背面ベニヤ板を剥がしてケーブル取り出し穴を設ける必要がある）。なお薄型テレビ受像機本体をビデオデッキ・BD/DVDレコーダー/プレーヤーなど録再機器の上へ直接載せると、キャビネットが重さに耐えられず潰れ機器の破損を招くおそれがあるので、これら機器はテレビ台内ラックまたは市販AVラックへ収納するか、テレビ受像機本体の手前または横に置く。
- 従来型アナログビデオ/オーディオカセットでは、上書き録画/録音したことで大切な内容を誤って消してしまうのを防ぐための「爪」が付いており、この爪を市販のドライバーなどで折り取ると上書き録画/録音不可となり、大切な作品を保存できる工夫が施されていた（爪折れ部分に市販セロハンテープを貼れば、当該テープに再度上書き録画/録音が可能）。今日のBD/DVDレコーダーでは、「録画一覧ボタンを押して番組を選び『プロテクト』を有効にさせる」ことで大切な作品の誤消去を防げるようになっている。
- パナソニックはDMR-BR670V/XP25Vを最後に・2011年限りでビデオデッキ生産を完全終了。同業他社も2016年までに（BD/DVDレコーダーとの複合機を含む）従来型ビデオデッキ生産を完全終了し、同時にその補修用性能部品供給も国内メーカー全社が完全終了。既に国内メーカー全社が生産を終了したビデオデッキと従来型アナログビデオカセットは、（製造から20年以上経過した）2025年を過ぎると劣化が進み再生不能となるおそれがあるため、「早めにBD/DVDへダビングしてデジタル化する」よう呼びかけられている。ただしアナログAV入力端子を搭載した民生用BD/DVDレコーダーは・パナソニック「DIGA」が2018年発売「DMR-BRG2050/BRT2060/BRT1060」を最後に生産を終え、同業他社も2022年までに生産を完全終了した。このためアナログAV入力端子付きBD/DVDレコーダーを持っていない場合、アナログビデオカセットのデジタル化は専門業者へ依頼する形となる。なお市販ソフト（VHS/S-VHS/BD/DVD作品）は著作権保護のための「コピーガード」が施されているためダビング不可。